# Säynäjäjärvi (sjö i Lappland, lat 67,65, long 25,52)
Säynäjäjärvi är en sjö i Finland. Den ligger i kommunen Kittilä i landskapet Lappland, i den norra delen av landet, 800 km norr om huvudstaden Helsingfors. Säynäjäjärvi ligger 202,0 meter över havet. Arean är 22,1 hektar och strandlinjen är 3,02 kilometer lång. Sjön  ingår i Kemi älvs huvudavrinningsområde. 